# Azim Surani
Azim Surani (* 1945 in Kisumu, Kenia) ist ein indischstämmiger Entwicklungsbiologe und Professor an der University of Cambridge in Cambridge, Vereinigtes Königreich.
Surani gilt als einer der führenden Forscher auf dem Gebiet der Epigenetik. Besondere Verdienste hat er um die Erforschung der frühen Embryonalentwicklung von Säugetieren. Er gilt als Entdecker des Genomic Imprinting (1984). Die Biologie von Keimzellen und Stammzellen gehören zu seinen jüngeren Forschungsgebieten.
Seit 2024 zählt der Medienkonzern Clarivate ihn aufgrund der Zahl der Zitationen zu den Favoriten auf einen Nobelpreis (Clarivate Citation Laureates).

## Leben
Surani wuchs als Teil einer indischstämmigen Gruppe von ismailitischen Moslems in Ostafrika auf. Er erwarb einen ersten Abschluss an der University of Plymouth in Plymouth und an der University of Strathclyde in Glasgow einen MSc in Biochemie. Anschließend arbeitete er bei Alexander Psychoyos am INSERM in Paris, bevor er 1972 als MRC-Stpendiat zu Robert Edwards an die University of Cambridge in Cambridge, Vereinigtes Königreich, wechselte, wo er auch mit Patrick Steptoe zusammenarbeitete und begann, sich für frühe Embryonalentwicklung zu interessieren.
Surani erwarb 1975 einen Ph.D. an der University of Cambridge. Das erste Labor unter seiner Verantwortung wurde 1979 im dortigen Babraham Institute eröffnet. 1991 erhielt er – ebenfalls an der University of Cambridge – eine Professur.

## Auszeichnungen (Auswahl)
- 1990 Fellow der Royal Society[3]
- 1994 Mitglied der Academia Europaea[6]
- 2001 Gabor Medal der Royal Society[3]
- 2007 Rosenstiel Award[7]
- 2010 Royal Medal der Royal Society[3]
- 2018 Canada Gairdner International Award
- 2022 Mendel Medal der Genetics Society
- 2025 Kyoto-Preis[8]